# Macroglossum obscuripennis
Macroglossum obscuripennis är en fjärilsart som beskrevs av Butler 1877. Macroglossum obscuripennis ingår i släktet Macroglossum och familjen svärmare. Inga underarter finns listade i Catalogue of Life.